# Amblyceps platycephalus
Amblyceps platycephalus е вид лъчеперка от семейство Amblycipitidae.

## Разпространение
Видът е разпространен в Тайланд.